# Georg Hellmesberger Sr.
Georg Hellmesberger Sr. (ur. 24 kwietnia 1800 w Wiedniu, zm. 16 sierpnia 1873 tamże)  – austriacki skrzypek, dyrygent, pedagog i kompozytor. 

## Życiorys
Urodził się w Rossau (obecnie na terenie Wiednia). Podstawy muzyki i gry na skrzypcach otrzymał od swojego ojca – nauczyciela i urzędnika. Uczył się w gimnazjum klasztornym cystersów w Heiligenkreuz. Studiował w Konserwatorium Wiedeńskim pod kierunkiem Josepha Böhma (skrzypce) i Emanuela Förstera (kompozycja) . 
W 1821 został asystentem Böhma. Od 1826 był profesorem tytularnym, a od 1833 do emerytury w 1867 – profesorem rzeczywistym w Konserwatorium Wiedeńskim. Przyczynił się do powstania wiedeńskiej szkoły gry na skrzypcach. Wśród jego uczniów byli m.in. Joseph Joachim i Leopold Auer oraz jego synowie: Joseph i Georg, z którymi koncertował w Londynie w 1847 .
W 1830, po śmierci Ignaza Schuppanzigha, został koncertmistrzem w operze dworskiej (Hofoper), a krótko potem członkiem dworskiej kapeli (Hofkapelle) w Wiedniu. Był również fundatorem i pierwszym dyrygentem koncertów filharmonicznych, organizowanych od 1842 , a także koncertów kameralnych odbywających się w jego domu .

## Życie prywatne
Był dwukrotnie żonaty. W 1823 roku ożenił się z Elisabeth z d. Kupelwieser (1802–1827), kuzynką austriackiego malarza – Leopolda Kupelwiesera. Rok po jej śmierci, w 1828 roku ożenił się z Anną z d. Mayerhofer (1804–1867), z którą miał dwóch synów: skrzypka i dyrygenta Josefa (1828–1893) oraz skrzypka i kompozytora Georga (1830–1852). Muzykami zostali również jego dwaj wnukowie – synowie Josefa: Josef zwany Pepi (1855–1907) i Ferdinand (1863–1940) .
Georg Hellmesberger zmarł w Neuwaldegg (obecnie na terenie Wiednia), w wieku 73 lat. Został pochowany na wiedeńskim cmentarzu Hietzinger.

## Twórczość
Jego działalność kompozytorska nie była szczególnie istotna. Opublikował dwa koncerty skrzypcowe, kwartet smyczkowy, kilka wariacji oraz innych utworów na skrzypce i fortepian z towarzyszeniem kwartetu smyczkowego lub orkiestry .